# Damien Lehmann
Damien Lehmann (Monthey, 25 ottobre 1993) è un giocatore di football americano svizzero che gioca nel ruolo di inside linebacker per gli Helvetic Mercenaries.

## Palmarès
- 1 EFL Bowl (Black Panthers de Thonon, 2017)
- 1 EFAF Cup (Black Panthers de Thonon, 2013)
- 3 Casque de Diamant (Black Panthers de Thonon, 2013, 2014, 2019)